# Kim Su-ji
Kim Su-ji (김수지; * 16. Februar 1998 in Ulsan) ist eine südkoreanische Wasserspringerin. Sie startet im 10-m-Turm- und Synchronspringen.
Kim bestritt ihre ersten internationalen Wettkämpfe im Alter von 14 Jahren beim Weltcup 2012 in London. Ihr bestes Ergebnis war Rang elf im Finale des 10-m-Synchronspringens. Sie qualifizierte sich für die Olympischen Spiele 2012 in London, wo sie im Einzel vom 10-m-Turm startete. Bei den Spielen war sie die jüngste Teilnehmerin im Wasserspringen.